# .gn
.gn là tên miền Internet cấp cao nhất dành cho quốc gia (ccTLD) của Guinée. Một địa chỉ trong nước là yêu cầu bắt buộc để đăng ký một tên miền dưới.gn.

## Các tên miền cấp 2
- .com.gn: Thương mại
- .ac.gn: Học thuật
- .gov.gn: Chính quyền
- .org.gn: Phi lợi nhuận
- .net.gn: Hạ tầng mạng